# Едмор (Мічиган)
Едмор (англ. Edmore) — селище (англ. village) в США, в окрузі Монткам штату Мічиган. Населення — 1210 осіб (2020).

## Географія
Едмор розташований за координатами 43°24′27″ пн. ш. 85°2′11″ зх. д. / 43.40750° пн. ш. 85.03639° зх. д. (43.407602, -85.036493).  За даними Бюро перепису населення США в 2010 році селище мало площу 3,92 км², з яких 3,92 км² — суходіл та 0,00 км² — водойми.

## Демографія
Згідно з переписом 2010 року, у селищі мешкала 1201 особа в 512 домогосподарствах у складі 324 родин. Густота населення становила 307 осіб/км².  Було 565 помешкань (144/км²).
Расовий склад населення:
| - 94,9 % — білих - 0,5 % — корінних американців - 0,5 % — чорних або афроамериканців - 0,2 % — азіатів |

До двох чи більше рас належало 3,0 %. Частка іспаномовних становила 4,1 % від усіх жителів.
За віковим діапазоном населення розподілялося таким чином: 24,6 % — особи молодші 18 років, 58,8 % — особи у віці 18—64 років, 16,6 % — особи у віці 65 років та старші. Медіана віку мешканця становила 38,8 року. На 100 осіб жіночої статі у селищі припадало 85,3 чоловіків;  на 100 жінок у віці від 18 років та старших — 81,7 чоловіків також старших 18 років.
Середній дохід на одне домашнє господарство  становив 35 854 долари США (медіана — 22 006), а середній дохід на одну сім'ю — 45 215 доларів (медіана — 33 500). За межею бідності перебувало 27,7 % осіб, у тому числі 29,3 % дітей у віці до 18 років та 9,6 % осіб у віці 65 років та старших.
Цивільне працевлаштоване населення становило 432 особи. Основні галузі зайнятості: роздрібна торгівля — 19,7 %, освіта, охорона здоров'я та соціальна допомога — 19,4 %, виробництво — 19,2 %.